# Platylabus auriculatus
Platylabus auriculatus är en stekelart som beskrevs av Joseph Kriechbaumer 1890. Platylabus auriculatus ingår i släktet Platylabus och familjen brokparasitsteklar. Inga underarter finns listade i Catalogue of Life.